# Lista nagród i nominacji G-Dragona
Artykuł przedstawia listę nagród i nominacji otrzymanych przez południowokoreańskiego piosenkarza G-Dragona.

## Lista nagród i nominacji

### A-awards
| Rok  | Przedmiot nominacji | Kategoria               | Wynik   |
| ---- | ------------------- | ----------------------- | ------- |
| 2008 | G-Dragon            | Top 8 Males of the Year | Wygrana |

### Cyworld Digital Music Awards
| Rok  | Przedmiot nominacji                               | Kategoria                    | Wynik   |
| ---- | ------------------------------------------------- | ---------------------------- | ------- |
| 2009 | „Heartbreaker”                                    | Piosenka miesiąca (wrzesień) | Wygrana |
| 2009 | „Heartbreaker”                                    | Ting’s Choice Award          | Wygrana |
| 2009 | „Heartbreaker”                                    | Bonsang                      | Wygrana |
| 2011 | „I Cheated” (jako GG (Park Myung-soo & G-Dragon)) | Piosenka miesiąca (lipiec)   | Wygrana |

### Fashionista Awards
| Rok  | Przedmiot nominacji | Kategoria                    | Wynik   |
| ---- | ------------------- | ---------------------------- | ------- |
| 2015 | G-Dragon            | Best Dresser This Year (Men) | Wygrana |

### Forbes Korea
| Rok  | Przedmiot nominacji | Kategoria               | Wynik   |
| ---- | ------------------- | ----------------------- | ------- |
| 2012 | G-Dragon            | Korea Power Leader      | Wygrana |
| 2013 | G-Dragon            | Korea 2030 Power Leader | Wygrana |

### Fuse TV
| Rok  | Przedmiot nominacji | Kategoria                      | Wynik   |
| ---- | ------------------- | ------------------------------ | ------- |
| 2013 | G-Dragon            | Fuse Favorite: Best New Artist | Wygrana |

### Gallup Korea
| Rok  | Przedmiot nominacji | Kategoria    | Wynik   |
| ---- | ------------------- | ------------ | ------- |
| 2015 | G-Dragon            | Top 20 Idols | Wygrana |

### GRAZIA Korea
| Rok  | Przedmiot nominacji | Kategoria                 | Wynik   |
| ---- | ------------------- | ------------------------- | ------- |
| 2015 | G-Dragon            | 10 Hot People of the Year | Wygrana |

### Golden Disk Awards
| Rok  | Przedmiot nominacji | Kategoria             | Wynik     |
| ---- | ------------------- | --------------------- | --------- |
| 2013 | G-Dragon            | CeCi Popularity Award | Wygrana   |
| 2013 | One of a Kind       | Digital Bonsang       | Wygrana   |
| 2014 | „Crooked”           | Digital Bonsang       | Nominacja |
| 2014 | „Crooked”           | Popularity Award      | Nominacja |
| 2014 | Coup D'Etat         | Disk Bonsang          | Nominacja |

### International Dance Music Awards
| Rok  | Przedmiot nominacji | Kategoria                      | Wynik     |
| ---- | ------------------- | ------------------------------ | --------- |
| 2014 | „Dirty Vibe”        | Best Dubstep/Drum & Bass Track | Nominacja |

### Korea Fashion Photographers Association
| Rok  | Przedmiot nominacji | Kategoria                    | Wynik   |
| ---- | ------------------- | ---------------------------- | ------- |
| 2015 | G-Dragon            | Photogenic Award of the Year | Wygrana |

### Korea Popular Culture & Arts Awards
| Rok  | Przedmiot nominacji | Kategoria              | Wynik   |
| ---- | ------------------- | ---------------------- | ------- |
| 2016 | G-Dragon            | Prime Minister's Award | Wygrana |

### Korean Music Awards
| Rok  | Przedmiot nominacji | Kategoria                                | Wynik     |
| ---- | ------------------- | ---------------------------------------- | --------- |
| 2013 | „One of a Kind”     | Piosenka roku                            | Nominacja |
| 2013 | „One of a Kind”     | Best Dance/Electronic Album              | Nominacja |
| 2013 | „One of a Kind”     | Best Rap/Hip-hop Song                    | Wygrana   |
| 2014 | „Crooked”           | Best Dance/Electronic Song               | Nominacja |
| 2014 | G-Dragon            | Male Musician of the Year - Netizen Vote | Wygrana   |

### Leader's Award
| Rok  | Przedmiot nominacji | Kategoria                    | Wynik   |
| ---- | ------------------- | ---------------------------- | ------- |
| 2013 | „One of a Kind”     | Rap/Hip-Hop Song of the Year | Wygrana |

### MBC Entertainment Awards
| Rok  | Przedmiot nominacji         | Kategoria            | Wynik   |
| ---- | --------------------------- | -------------------- | ------- |
| 2012 | G-Dragon                    | Style Guinness Award | Wygrana |
| 2013 | Jeong Hyeong-don & G-Dragon | Najlepsza Para       | Wygrana |

### Melon Music Awards
| Rok  | Przedmiot nominacji   | Kategoria                | Wynik     |
| ---- | --------------------- | ------------------------ | --------- |
| 2009 | Heartbreaker          | Album Roku               | Wygrana   |
| 2009 | Heartbreaker          | Top 10                   | Wygrana   |
| 2011 | GD & TOP              | Rap/Hip-Hop              | Wygrana   |
| 2011 | „I Cheated” (jako GG) | Hot Trend Award          | Wygrana   |
| 2012 | „Crayon”              | Top 10                   | Nominacja |
| 2013 | Coup D'Etat           | Album roku               | Nominacja |
| 2013 | G-Dragon              | Artysta roku             | Nominacja |
| 2013 | G-Dragon              | Top 10                   | Wygrana   |
| 2013 | „Who You?”            | Netizen Popularity Award | Nominacja |
| 2013 | „Who You?”            | Piosenka roku            | Nominacja |

### Mnet Asian Music Awards
| Rok  | Przedmiot nominacji | Kategoria                          | Wynik     |
| ---- | ------------------- | ---------------------------------- | --------- |
| 2007 | „Geojitmal”         | Aranżacja                          | Wygrana   |
| 2009 | Heartbreaker        | Album roku                         | Wygrana   |
| 2009 | Heartbreaker        | Najlepszy artysta solowy           | Nominacja |
| 2009 | Heartbreaker        | Best House & Electronic            | Nominacja |
| 2012 | „Crayon”            | Najlepszy artysta                  | Wygrana   |
| 2012 | „Crayon”            | Artysta roku                       | Nominacja |
| 2012 | One of a Kind       | Album roku                         | Nominacja |
| 2012 | Coup d'Etat         | Najlepszy artysta                  | Wygrana   |
| 2012 | „Crooked”           | Best Dance Performance - Male Solo | Wygrana   |
| 2012 | „Coup d'Etat”       | NISSAN JUKE Best Music Video       | Wygrana   |
| 2012 | Coup d'Etat         | Artysta roku                       | Wygrana   |
| 2012 | Coup d'Etat         | Album roku                         | Nominacja |
| 2012 | „Crooked”           | Piosenka roku                      | Nominacja |

### MTV Video Music Awards Japan
| Rok  | Przedmiot nominacji | Kategoria                | Wynik   |
| ---- | ------------------- | ------------------------ | ------- |
| 2010 | „Rain is Fallin”    | Best Collaboration Video | Wygrana |

### Seoul Music Awards
| Rok  | Przedmiot nominacji | Kategoria  | Wynik   |
| ---- | ------------------- | ---------- | ------- |
| 2013 | One of a Kind       | Album roku | Wygrana |

### Style Icon Awards
| Rok  | Przedmiot nominacji | Kategoria              | Wynik     |
| ---- | ------------------- | ---------------------- | --------- |
| 2013 | G-Dragon            | Style Icon of the Year | Wygrana   |
| 2013 | G-Dragon            | Top 10 Style Icons     | Wygrana   |
| 2014 | G-Dragon            | Top 10 Style Icons     | Nominacja |
| 2016 | G-Dragon            | Top 10 Style Icons     | Wygrana   |
| 2016 | G-Dragon            | Style Icon of the Year | Wygrana   |

### World Music Awards
| Rok  | Przedmiot nominacji | Kategoria                            | Wynik     |
| ---- | ------------------- | ------------------------------------ | --------- |
| 2014 | G-Dragon            | World's Best Male Artist             | Nominacja |
| 2014 | G-Dragon            | World's Best Live Act                | Nominacja |
| 2014 | G-Dragon            | World's Best Entertainer of the Year | Wygrana   |
| 2014 | „Crooked”           | World's Best Video                   | Nominacja |
| 2014 | Coup D'Etat         | World's Best Album                   | Wygrana   |

### QQ Music Awards
| Rok  | Przedmiot nominacji | Kategoria                           | Wynik   |
| ---- | ------------------- | ----------------------------------- | ------- |
| 2014 | G-Dragon            | Most Popular Korean/Japanese Artist | Wygrana |
| 2015 | G-Dragon            | Most Popular Korean/Japanese Artist | Wygrana |
| 2016 | G-Dragon            | Artysta roku                        | Wygrana |